# 帝塚山学院中学校・高等学校
帝塚山学院中学校・高等学校（てづかやまがくいんちゅうがっこう・こうとうがっこう）は、大阪府大阪市住吉区帝塚山中に所在し、中高一貫教育を提供する私立女子中学校・高等学校。

## 沿革
- 1926年 - 帝塚山学院高等女学校が開校。
- 1947年 - 学制改革により新制中学校の帝塚山学院中学校が開校。
- 1948年 - 同様に新制高等学校の帝塚山学院高等学校が開校。

## 教育課程の類型
- 高等学校（普通科） -  ヴェルジェコース（プルミエ、エトワール、美術系専攻、音楽系専攻）、関学コース
- 中学校 - ヴェルジェコース（プルミエ、エトワール）、 関学コース

## 部活動
- ダンス部 - 中学校は「日本中学校ダンス部選手権」で2021年優勝[1]。高等学校は「日本高校ダンス部選手権」で2019年優勝[2]。「全国高等学校ダンス部選手権」で2022年優勝[3]。「Japan's Got Talent」シーズン1で準優勝。

## 出身者
- 草野華余子- シンガーソングライター
- 堀ちえみ - タレント。中学校卒業。
- こだま愛 - 元宝塚歌劇団月組トップ娘役
- 和央ようか - 元宝塚歌劇団宙組トップスター
- ゆかりの小雪 - 元宝塚歌劇団月組娘役
- 小島智子 - NFLチアリーダー
- 岡田薫 - 女優・タレント・経営者
- 宮原祥子 - ファッションモデル・女優
- 佳苗 - 歌手
- 松本亜希 - 読者モデル。小学校から高等学校まで在籍。
- 小林よしか - タレント、政治家（元堺市議会議員）
- 井上苑子 - シンガーソングライター。中学校卒業。
- 高瀬悠 - ミュージカル俳優
- 西田ゆりあ - ミュージカル俳優
- 井阪祐子 - タレント
- 令丈ヒロ子 - 児童文学作家
- 三平果歩 - ミュージカル俳優

## 交通
- 帝塚山駅（南海高野線）東へすぐ
- 帝塚山三丁目停留場（阪堺電気軌道上町線）西へ徒歩4分